# Gianfranco Palmery

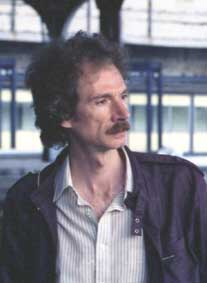
Gianfranco Palmery

Gianfranco Palmery (Roma, 22 luglio 1940 – Roma, 28 luglio 2013) è stato un poeta, saggista e traduttore italiano.

## Biografia
Definito da Luigi Baldacci "tra i primi poeti operanti oggi in Italia", Gianfranco Palmery è autore di sedici libri di poesie e quattro di saggi. Dal 1978 al 1981 è stato critico letterario sulla terza pagina del quotidiano Il Messaggero. Nel 1984 ha aperto la casa editrice "Il Labirinto" – tuttora attiva - e fondato la rivista di letteratura "Arsenale", che ha diretto fino al 1989. 
La sua prima raccolta di versi risale al 1981 (Mitologie) e contiene non solo le prime poesie che ha dedicato ai gatti, (in seguito scriverà due raccolte intere) ma anche il suo neologismo "gattità", divenuto voce nel vocabolario Treccani. Il libro Il poeta in 100 pezzi racchiude molte delle sue critiche letterarie pubblicate in varie riviste e nella sua rubrica "Appunti e disappunti" su "Pagine".
Dal 2009 al 2013 ha tenuto il blog «Diario postumo». Ha tradotto poesie di Keats, Shelley, Poe, Berryman, Sponde, Corbière, Corman, Stéfan. Dopo una lunga malattia, è morto a Roma il 28 luglio 2013.  Era sposato con l'artista americana Nancy Watkins. Il suo archivio è conservato presso il Centro per gli studi sulla tradizione manoscritta di autori moderni e contemporanei dell’Università di Pavia.

## I suoi temi principali
Gianfranco Palmery, nonostante i suoi lunghi soggiorni americani, i viaggi in Italia e in Europa, risponde bene all'appellativo di Sauro Albisani, “viaggiatore da camera”. La sua opera poetica tocca una varietà di temi tale da creare una dimensione spazio-temporale molto ampia in cui però l'autore si sente prigioniero, tanto da intitolare una sua raccolta Sonetti domiciliari. Lo spazio chiuso, la sua camera-prigione, il labirinto della sua mente e dei suoi pensieri (Il Labirinto è anche il nome dato alla casa editrice da lui fondata) sono tra i temi principali della sua poesia, insieme a tutto ciò che in questi spazi trova dimora: gli amatissimi gatti e la loro demoniaca felinità, altri demoni e angeli portatori di vita e di morte, la mitologia, la vanità della vita, la scrittura. Come ha lui stesso scritto, la poesia serviva a dare ordine ai suoi pensieri, al “flusso caotico e riottoso dei pensieri figli del pensiero della morte; di quella consapevolezza, cioè, che ci rende mortali."

## La poetica di Palmery
Per Palmery le parole erano depositarie di una preziosità che per essere svelata, andava ricercata, evocata con cura meticolosa e attenzione. Rodolfo Di Biasio definisce infatti Palmery “sacerdote della poesia” dicendo "la sua vita appartata, la dedizione completa alla scrittura intesa come necessità e assolutezza dell'esistere, si pongono come scelte esemplari". Giancarlo Pontiggia concorda, "Finalmente, dopo tanta antipoesia, dopo tanti sciatti versi liberi degli ultimi decenni, una profonda, liberatoria idea di ciò che era, ed è, letteratura".
La definizione “sacerdote della poesia,” può sembrare un paradosso per Palmery che aveva tra i suoi temi proprio la perdita di ruolo del poeta, "Agitarsi, alzare la voce, come pure molti fanno, mossi dalla disperazione di non esistere, affannandosi a tenere su, questo presunto ruolo, come una spoglia svuotata?".  Ma per lui la perdita del ruolo, la mancanza d'illusioni non servono a stigmatizzare con compiacimento la lamentela contro la decadenza del mondo esterno ma diventano piuttosto terreno su cui fondare la propria ironica rivincita – il fondamento, coerente per tutta la sua creazione poetica, della ricerca: “Questa è la vera età d'oro della poesia. Liberato dall'obbligo di fare carriera, il poeta resta con la sua sola necessità: fare poesia."
Si tratti di un sacerdozio insieme mistico e ateologico, come ricorda Luigi Baldacci nella sua prefazione a Versipelle, a Palmery è necessaria "una riflessione teologica che – nella linea che collega Leopardi a Caproni – sia radicalmente ateologica. Vogliamo dire che solo la teologia è la strada maestra per l'ateismo come il linguaggio è la premessa obbligata alla sua stessa distruzione".
Michele Ortore su Treccani nota che la poetica di Palmery ha solide radici nella tradizione italiana – a partire da Dante – e fa proprie le classiche forme del madrigale e del sonetto, sviluppandole però in modo originale, grazie ad una imperfetta adesione al modello compositivo originario.  Nei suoi versi infatti si trovano endecasillabi irregolari, inarcature ardite, nonché un utilizzo della lingua personalissimo, con composizione sintattica complessa, rime elaborate, ripetizione fonica, termini ricercati e letterari, ricchezza di aggettivazione e di immagini. Edoardo Albinati sintetizza: "la poesia di Palmery lampeggia, sfrigola, fumiga, scoppietta, come il tizzo nel Canto XIII dell’Inferno, o appunto come accade nelle pirotecnie più mentali che ottiche del poema miltoniano."
Anche nel contenuto, la poesia di Palmery rimane vicina alla tradizione classica italiana vista l'assenza di riferimenti all'attualità, la quasi totale assenza di parole straniere – in particolare di anglicismi – e considerata la sua capacità, come dice Ortore, di “metafisicizzare” gli oggetti che utilizza nei suoi versi, in un rapporto con il mondo esterno “che non è rifiutato in toto, ma a cui il poeta arriva, come gli eremiti, soltanto con la mediazione costante dell'interno”.

## Il lavoro editoriale
Negli anni '80 Palmery dà inizio a un'intensissima attività editoriale con la creazione della casa editrice “Il Labirinto” e della rivista Arsenale. Ambedue mostrano il segno di un'estrema raffinatezza e eleganza sia dal punto di vista grafico che per la qualità letteraria delle opere pubblicate, frutto del rigore formale costantemente perseguito da Palmery. Arsenale, uscita in dodici numeri che coprono un arco temporale di cinque anni, ha pubblicato poesie, racconti, saggi, arte, ma il cuore della rivista era la poesia, intesa - secondo le parole stesse di Palmery - come “forma di conoscenza” mai approdata a scelte conservatrici o consumistiche. Come ha spiegato Valerio Magrelli, che ha fatto parte della redazione, “Più che una rivista di tendenza, la nostra è una pubblicazione di riflessione”. Poesie inedite e in traduzione, di autori esordienti o della tradizione più classica, Arsenale si è affermata come un riferimento nel panorama letterario di quegli anni ponendosi “come prezioso punto di convergenza e confronto tra segno verbale e segno grafico”. La casa editrice “Il Labirinto” prosegue tuttora la sua attività con pubblicazioni di poesia, narrativa, saggistica, arte, articolate in diverse collane. 

## Tributi postumi
Dopo la sua morte, la rivista Poesia lo ha ricordato: "Una poesia alta e raffinata quella di Palmery dominata dal tema della morte e dal suo rapporto con la vita e dal dualismo tra mente e corpo alla ricerca di un impossibile equilibrio, "la mente con i suoi gravi patemi e labirinti, il corpo, che soggiacendo alla legge del tempo e all'inevitabile 'strappo', la implica in una dialettica servo/padrone di oscure risonanze e esiti inevitabilmente drammatici" (M.Vitale). La rivista Gradiva gli ha dedicato un'intera sezione con contributi di Domenico Adriano, Sauro Albisani, Annelisa Alleva, Barbara Carle, Francesco Dalessandro, Fabrizio Dall'Aglio, Rodolfo Di Biasio, Luigi Fontanella, Annalisa Macchia e Nancy Watkins. Così Sauro Albisani: "Negli ultimi giorni, al dottore che gli consiglia un ricovero in ospedale, Gianfranco risponde: «Sono troppo debole, prima devo rimettermi un po' in forze, poi andrò all'ospedale». Citava il vecchio Spencer di Salinger: «Se mi sentissi un tantino meglio, dovrei chiamare il medico». Ma il medico presente difficilmente avrà colto la citazione. Con quella dolceamara ironia, così sua, che diceva l'essenziale fingendo di scherzare, si stava preparando al congedo un grande poeta, «uno dei maggiori italiani, e non del momento» aveva scritto Gigi Baldacci dieci anni fa." L'enciclopedia Treccani gli ha dedicato un ricchissimo "Speciale" con interventi di Domenico Adriano, Sauro Albisani, Luigi Baldacci, Barbara Carle, Rodolfo Di Biasio, Luigi Fontanella, Michele Ortore e una bibliografia critica.

## Opere

### In versi
- Mitologie, Il Labirinto, Roma 1981.
- L'opera della vita, Edizioni della Cometa, Roma 1986.
- In quattro, Edizioni della Cometa, Roma 1991 (edizione d'arte, con quattro incisioni di Edo Janich).
- Il versipelle, Edizioni della Cometa, Roma 1992 (con prefazione di Luigi Baldacci)
- Sonetti domiciliari, Il Labirinto, Roma 1994.
- Taccuino degli incubi, Edizioni Il Bulino, Roma 1997 (edizione d'arte, con due incisioni di Guido Strazza).
- Gatti e prodigi, Il Labirinto, Roma 1997.
- Giardino di delizie e altre vanità, Il Labirinto, Roma 1999.
- Medusa, Il Labirinto, Roma 2001.
- L'io non esiste, Il Labirinto, Roma 2003.
- Il nome, il meno, Edizioni Il Bulino, Roma 2005 (libro d'artista, con interventi a tempera, grafite, collage e graffiti di Guido Strazza).
- In quattro, Il Labirinto, Roma 2006.
- Profilo di gatta, Il Labirinto, Roma 2008.
- Garden of Delights: Selected Poems, Gradiva Publications, New York 2010 (traduzione e cura di Barbara Carle)
- Compassioni della mente, Passigli, Firenze 2011 (con prefazione di Sauro Albisani)
- Amarezze – Madrigali e altre maniere amare, Il Labirinto, Roma 2012.
- Corpo di scena, Passigli, Firenze 2013.

### Prosa critica
- Il poeta in 100 pezzi, Il Labirinto, Roma 2004.
- Divagazioni sulla diversità, Il Labirinto, Roma 2006.
- Italia, Italia, Il Labirinto, Roma 2007.
- Morsi di morte e altre tanatologie, Il Labirinto, Roma 2010.

### Traduzioni
- Cid Corman, Sole sasso uomo, Edizioni della Cometa, Roma 1996.
- John Keats, Sulla Fama e altri sonetti, Il Labirinto, Roma 1997.
- Jude Stéfan, Alma Diana, Il Labirinto, Roma 2000.
- John Berryman, Sonetti di Berryman, Il Labirinto, Roma 2001.
- Percy Bysshe Shelley, Alla Notte e altre poesie, Il Labirinto, Roma 2002.
- Jude Stéfan, Lettere tombali, Il Labirinto, Roma 2005.
- John Keats Percy B. Shelley, Amore e fama, Il Labirinto, Roma 2006.
- Jules Laforgue, Sulla donna, Il Labirinto, Roma 2006.
- Tristan Corbière, Quel rospo sono io, Il Labirinto, Roma 2006.
- Jean de Sponde, Versi d'amore e di morte, Il Labirinto, Roma 2007.
- AA.VV. Gattesca, Il Labirinto, Roma 2007.
- La Luna, Lerici, Roma 1969.